# Termas Baños de Puritama
Las Termas de los Baños de Puritama se encuentran ubicadas a 28 km al norte de San Pedro de Atacama y a 3.500 m s. n. m. en la Región de Antofagasta, Chile.

## Características de las Termas
Estas termas se encuentran emplazadas al fondo de un cañón por donde corre un río de aguas calientes a 33,5 °C (Grado Celsius). El lugar cuenta con infraestructura para recibir visitantes durante todo el año. Este sitio ha sido utilizado con fines medicinales por el pueblo atacameños desde tiempos históricos. Sus aguas sulfatado sódicas son recomendadas para el reumatísmo, artrítis, estrés, cansancio físico y otras dolencias. 
El significado más probable de Puritama en la lengua Kunza es Puri: Agua, Tama, Caliente.  

## Río Puritama
Hans Niemeyer escribe sobre el Puritama:: 173 
El río Puritama nace en los Baños de Puritama, vertiente sita a 3460 m a los pies de un grandioso anfiteatro de la Formación Altos de Pica. Unas quebradillas secas confluyen a ese punto. El río corre al oeste por unos 300 m y luego se dirige al SO. En este cambio recibe por su ribera derecha el río Agua Helada, que aporta unos 10 l/s de excelente agua. Corre luego por una quebrada profunda entre barrancos de 50 m de altura hasta el ensanchamiento de Gautin, primer lugar habitado en el Vilama. La temperatura del agua en los baños es de unos 32 °C en tanto que a las aguas del Puritama en Guatin se les ha medido 24 °C.
La quebrada de Turipita es un gran cañón labrado en tobas riolíticas. De sus paredes brotan a poca altura ojos de agua dulce que fertilizan los sembradíos a lo largo de unos doscientos metros de la quebrada.  El cauce seco se junta al Puritama por su ribera derecha, a 3200 m s. n. m. y a unos 500 m aguas arriba de Guatín.
Finalmente, el río Puritama descarga sus aguas en el río Vilama, que las lleva hasta sumirse en el Salar de Atacama tras bordear por el este el poblado de San Pedro de Atacama.

## Caudal y régimen
El río Puritama tiene un caudal medio de 400 l/s: 174  en su origen.

## Historia
Francisco Astaburuaga escribió en 1899 en su obra póstuma Diccionario geográfico de la República de Chile sobre los baños:
Puritama (Baños de).-—En el departamento do Antofagasta. Se hallan en una estrecha quebrada del riachuelo de Vilama, á cinco kilómetros más al oriente del paraje de Guatín. Sus aguas tienen una temperatura regularmente elevada y parecen procedentes de venas de la base inferior del volcán de Lincacaur, que está próximo al Sudeste. Son visitados por los habitantes de San Pedro de Atacama y de los valles vecinos. El nombre proviene del quichua, cuya significación es correr manadas de animales.